# 伊勢原市立桜台小学校
伊勢原市立桜台小学校（いせはらしりつ さくらだいしょうがっこう）は、神奈川県伊勢原市桜台にある公立小学校。

## 通学地域
出典
- 桜台1丁目 - 5丁目
- 東大竹の一部（字上谷戸並びに同下谷戸及び山王塚の一部を除く）
- 池端の一部（小田急線以南）
- 上平間の一部
- 下平間の一部
- 沼目の一部

## 進学先
出典
- 伊勢原市立伊勢原中学校 - 池端及び沼目以外の地区から通う児童の進学先
- 伊勢原市立中沢中学校 - 池端及び沼目地区から通う児童の進学先